# Benzol
Benzol (benzol surowy) – mieszanina zawierająca głównie benzen, toluen i ksylen oraz – w mniejszych ilościach – tiofen, pirydynę i fenol. 

## Właściwości
- ciecz
- ostry zapach
- barwa od słomkowozielonej do brunatnej
- temperatura wrzenia – od 80 do 180 °C
- łatwopalny
- toksyczny

## Otrzymywanie
Benzol otrzymuje się z gazu w koksowniach i gazowniach za pomocą absorbentów ciekłych lub węgla aktywnego, następnie poddaje się go rafinacji i destylacji frakcyjnej.

## Zastosowanie
- ważny surowiec do produkcji poszczególnych składników lub mieszanin węglowodorów
- do końca lat 30. XX wieku był ważnym dodatkiem do benzyny (lotniczej i samochodowej) – często wraz z alkoholem jako BAB (benzyna-alkohol-benzol popularne w Polsce w latach 30.) – gdyż wyraźnie podnosił jej liczbę oktanową. Po wprowadzeniu do stosowania tetraetyloołowiu (zob. etylina) rola benzolu jako dodatku do paliwa wyraźnie zmalała i ma znaczenie tylko historyczne.